# Iordanis Pasjalidis
Iordanis Pasjalidis –en griego, Ιορδάνης Πασχαλίδης– (Salónica, 1 de febrero de 1967) es un deportista griego que compite en vela en la clase Tornado.
Ganó diez medallas en el Campeonato Mundial de Tornado entre los años 2009 y 2018, y once medallas en el Campeonato Europeo de Tornado entre los años 2006 y 2019.

## Palmarés internacional
| \| Campeonato Mundial \| Campeonato Mundial \| Campeonato Mundial \| Campeonato Mundial \| \| Año \| Lugar \| Medalla \| Clase \| \| ------------------ \| ---------------------------------- \| ------------------ \| ------------------ \| \| 2009 \| Bogliaco (Italia) \| Medalla de bronce \| Tornado \| \| 2010 \| Travemünde (Alemania) \| Medalla de plata \| Tornado \| \| 2011 \| Ipsach (Suiza) \| Medalla de oro \| Tornado \| \| 2012 \| Torbole (Italia) \| Medalla de oro \| Tornado \| \| 2013 \| Santa Eulalia (España) \| Medalla de oro \| Tornado \| \| 2014 \| Perth (Australia) \| Medalla de oro \| Tornado \| \| 2015 \| Carnac (Francia) \| Medalla de oro \| Tornado \| \| 2016 \| Lindau (Alemania) \| Medalla de oro \| Tornado \| \| 2017 \| Salónica (Grecia) \| Medalla de oro \| Tornado \| \| 2018 \| La Grande-Motte (Francia) \| Medalla de oro \| Tornado \| \| Campeonato Europeo \| \| \| \| \| Año \| Lugar \| Medalla \| Clase \| \| 2006 \| Lübeck (Alemania) \| Medalla de bronce \| Tornado \| \| 2007 \| Palma de Mallorca (España) \| Medalla de oro \| Tornado \| \| 2008 \| Salónica (Grecia) \| Medalla de oro \| Tornado \| \| 2010 \| Torbole (Italia) \| Medalla de oro \| Tornado \| \| 2011 \| Dervio (Italia) \| Medalla de oro \| Tornado \| \| 2012 \| Warder (Países Bajos) \| Medalla de oro \| Tornado \| \| 2013 \| Fußach (Austria) \| Medalla de plata \| Tornado \| \| 2014 \| Travemünde (Alemania) \| Medalla de oro \| Tornado \| \| 2015 \| Černá v Pošumaví (República Checa) \| Medalla de oro \| Tornado \| \| 2018 \| Arco (Italia) \| Medalla de oro \| Tornado \| \| 2019 \| Rímini (Italia) \| Medalla de oro \| Tornado \| |                                    |                   |         |
| Campeonato Mundial |                                    |                   |         |
| Año | Lugar                              | Medalla           | Clase   |
| 2009 | Bogliaco (Italia)                  | Medalla de bronce | Tornado |
| 2010 | Travemünde (Alemania)              | Medalla de plata  | Tornado |
| 2011 | Ipsach (Suiza)                     | Medalla de oro    | Tornado |
| 2012 | Torbole (Italia)                   | Medalla de oro    | Tornado |
| 2013 | Santa Eulalia (España)             | Medalla de oro    | Tornado |
| 2014 | Perth (Australia)                  | Medalla de oro    | Tornado |
| 2015 | Carnac (Francia)                   | Medalla de oro    | Tornado |
| 2016 | Lindau (Alemania)                  | Medalla de oro    | Tornado |
| 2017 | Salónica (Grecia)                  | Medalla de oro    | Tornado |
| 2018 | La Grande-Motte (Francia)          | Medalla de oro    | Tornado |
| Campeonato Europeo |                                    |                   |         |
| Año | Lugar                              | Medalla           | Clase   |
| 2006 | Lübeck (Alemania)                  | Medalla de bronce | Tornado |
| 2007 | Palma de Mallorca (España)         | Medalla de oro    | Tornado |
| 2008 | Salónica (Grecia)                  | Medalla de oro    | Tornado |
| 2010 | Torbole (Italia)                   | Medalla de oro    | Tornado |
| 2011 | Dervio (Italia)                    | Medalla de oro    | Tornado |
| 2012 | Warder (Países Bajos)              | Medalla de oro    | Tornado |
| 2013 | Fußach (Austria)                   | Medalla de plata  | Tornado |
| 2014 | Travemünde (Alemania)              | Medalla de oro    | Tornado |
| 2015 | Černá v Pošumaví (República Checa) | Medalla de oro    | Tornado |
| 2018 | Arco (Italia)                      | Medalla de oro    | Tornado |
| 2019 | Rímini (Italia)                    | Medalla de oro    | Tornado |